# Los Maia
Los Maia (en portugués: Os Maias: Episódios da Vida Romântica) es una de las obras más conocidas del escritor portugués Eça de Queirós. Es una obra fundamental de la literatura portuguesa de todos los tiempos. Su primera edición se realizó en Oporto en 1888. La obra cuenta la historia de la familia Maia a lo largo de tres generaciones.

## Sinopsis
El libro narra la decadencia de una familia noble portuguesa, los Maias, a lo largo de tres generaciones, centrándose principalmente en la trágica historia de amor entre Carlos da Maia, un joven refinado e idealista, y Maria Eduarda, una bella mujer con un pasado misterioso. El libro trata en gran medida de la vida del joven aristócrata en Portugal en la década de 1870, cuando, junto con su mejor amigo João da Ega, se dedica a decir ocurrencias sobre la sociedad y a tener aventuras amorosas. Su apasionada relación con Maria Eduarda finalmente se desmorona cuando descubren que son hermanos, lo que lleva a la desilusión de Carlos y a su marcha de Portugal, reflejando la decadencia y el estancamiento de la propia nación. La novela utiliza así la decadencia de la monarquía en Portugal (finales del siglo XIX) como tema predominante, lo que refleja el propio pesar del autor por la lenta decadencia de su país.
Los Maia relata la historia del deterioro de una gran familia portuguesa través de dos de sus miembros: el viejo Afonso de Maia, el patriarca y un hombre admirado y su nieto, el joven Carlos de Maia, idealista, diletante y romántico, representante de la elegancia finisecular y auténtico protagonista del relato. Al hilo del desprendimiento, de la conclusión del tiempo y de un modo de vida, los personajes viven su tiempo y su vida y la novela escenifica los ritos del amor (y del escondido sexo burgués del siglo XIX, de adúltero o de pago).

## Adaptaciones cinematográficas, televisivas y teatrales
En 2001 la Rede Globo de Brasil produjo su aclamada adaptación de la novela (incluyendo algunos elementos de la novela corta de Eça La reliquia) como una breve serie tipo telenovela en 40 capítulos, que se proyectó de martes a viernes durante un período de diez semanas. Protagonizó un selecto grupo de actores brasileños, la mayoría de ellos con una larga trayectoria en televisión, teatro y cine. El guion fue adaptado por la reconocida escritora de telenovelas María Adelaide Amaral y dirigido por Luiz Fernando Carvalho. Ésta es considerada una de las producciones de Globo más destacadas en términos de calidad fotográfica y artística en general, pero fue un fracaso, con bajos índices de audiencia de televisión.

## Otras adaptaciones
Paula Rego pintó una serie de pasteles, inspirados en esta novela, que se han exhibido en Londres.